# آی‌ام‌زد-اورال
آی‌ام‌زد-اورال (روسی: Ирбитский мотоциклетный завод) شرکت خودروسازی روسی است، که در سال ۱۹۴۱ تأسیس شد.